# L'Échelle-Saint-Aurin
L'Échelle-Saint-Aurin é uma comuna francesa na região administrativa de Altos da França, no departamento de Somme. Estende-se por uma área de 5,1 km². Em 2010 a comuna tinha 52 habitantes (densidade: 10,2 hab./km²).